# Ribeiro de Carcavelos
O Ribeiro de Carcavelos, também conhecido por Ribeiro de Corvo, ou simplesmente Ribeiro da Ponte devido à proximidade destas localidades, é um pequeno curso de água de Portugal que nasce na Serra de Montemuro a 1130 metros de altitude, no lugar de Corvachinho em pleno Monte de São Cristóvão, freguesia de Felgueiras, e vai desaguar no Rio Douro abaixo de Mirão (Lugar da Mercê).